# Feulen
Feulen (luxemburgiska: Feelen) är en kommun i centrala Luxemburg. Kommunen ligger i kantonen Diekirch. Den hade år 2017, 2 062 invånare. Arean är 22,8 kvadratkilometer. Det administrativa huvudorten för kommunen är Niederfeulen.